# NGC 7531
NGC 7531 is een spiraalvormig sterrenstelsel in het sterrenbeeld Kraanvogel. Het ligt 70 miljoen lichtjaar van de Aarde verwijderd en werd op 2 september 1836 ontdekt door de Britse astronoom John Herschel.

## Synoniemen
- ESO 291-10
- MCG -7-47-25
- IRAS 23120-4352
- PGC 70800